# Släpvagnsvikt
Släpvagnsvikt är den verkliga vikten på släpet inklusive lasten, det vill säga den vikt som skulle visas om släpet med last ställdes på en stor våg.

## Tillåtna släpvagnsvikter
Den tillåtna släpvagnsvikten regleras på flera sätt.
- Maximal släpvagnsvikt. På bilens registreringsbevis under punkten O.1 och O.2 anges vad som är bilens högsta vikt för släpvagn.[1]
- Maximal tågvikt. Den högsta sammanlagda bruttovikt för bil och släp tillsammans, som är tillåten. Denna vikt anges på bilens registreringsbevis under punkten F.3.[1]
- Konstruktiv släpvagnsvikt. Den högsta vikt för släpet, totalvikt, som släpet är typgodkänt för, det vill säga egenvikt plus maxlast.[2]

## Ta reda på mer
- Transportstyrelsens släpvagnskalkylator